# Rosa arabica
Rosa arabica es una especie de planta del género Rosa, de la familia Rosaceae.

## Taxonomía
Rosa arabica fue descrita por (Crép. ex Boiss.) Déségl. en 1877.

## Distribución
Se encuentra en el territorio de la península del Sinaí.